# Корнилов, Иван Алексеевич
Иван Алексеевич Корнилов (1899—1953) — советский военачальник, генерал-майор (1940), участник Первой мировой, Гражданской и Великой Отечественной войн. В 1941 году попал в немецкий плен, после войны вернулся в СССР и продолжил службу.

## Биография
Родился 14 сентября 1899 года в селе Свотиново Костромской губернии в семье пекаря. После окончания четырёхклассной сельской школы работал пекарем и чернорабочим.
В 1917 году был призван в царскую армию, участвовал в боях на Западном фронте Первой мировой войны, был ранен, дослужился до звания унтер-офицера.
В октябре 1918 года добровольно пошёл в Красную Армию. Окончил Костромские пехотные курсы в 1919 году. Принимал участие в Гражданской войне с ноября 1919 года. Был командиром взвода 1-го Туркестанского стрелкового полка и 379-го стрелкового полка 43-й стрелковой дивизии. Участвовал в боевых действиях против войск Колчака и Юденича, был ранен в ногу.
В 1921 году окончил курсы командиров рот. С декабря 1921 года командовал ротой караульного батальона в городе Нежин. С января 1923 года — помощник командира батальона ЧОН в Виннице, с июля 1923 — командир отдельной роты ЧОН в Жмеринке. С августа 1924 года служил в 288-м стрелковом полку 96-й стрелковой дивизии: командир роты, с января 1927 — начальник полковой школы.
В 1927 году окончил высшие командные курсы «Выстрел». С марта 1930 года служил начальником штаба 287-го стрелкового полка 96-й стрелковой дивизии. С декабря 1932 года командовал 131-м стрелковым полком 44-й стрелковой дивизии. С мая 1938 года — помощник командира 46-й стрелковой дивизии, а с апреля 1939 года командовал 45-й стрелковой дивизией. 4 июня 1940 года ему было присвоено звание генерал-майора.
5 апреля 1941 года окончил Высшие академические курсы при Академии Генерального Штаба РККА, после чего получил назначение на должность командира 49-го стрелкового корпуса Киевского Особого военного округа.
В начале Великой Отечественной войны корпус Корнилова участвовал в оборонительном сражении на Западной Украине в составе Юго-Западного фронта, понёс большие потери. В начале августа 1941 года в Уманском котле попал в окружение. В течение месяца пытался вывести свои части на восток, но в одном из боёв получил тяжёлое ранение в грудь и был оставлен своими товарищами в одной из деревень, где 7 октября 1941 года был взят в плен немцами. Первоначально лечился в немецких госпиталях в Умани и Бресте, затем был переведён в лагерь для военнопленных в польском городе Замосць. Содержался также последовательно в Хаммельбурге, Нюрнберге, Вайсенбурге. 4 мая 1945 года он был освобождён американскими войсками из крепости Вайсенбург.
Через советскую военную миссию по репатриации в Париже он был доставлен в Москву, где подвергся проверке органами МГБ и СМЕРШ. 12 января 1946 года он был восстановлен в кадрах Красной Армии и направлен на учёбу на Высшие академические курсы при Высшей военной академии имени К. Е. Ворошилова. В мае 1947 года окончил их, после чего был назначен на должность начальника военной кафедры Куйбышевского планового института. В июле 1950 года был переведён на ту же должность в Ростовском государственном университете.
17 июня 1953 года умер в Ростове-на-Дону.

## Награды
- два ордена Ленина (23.02.1941, 5.11.1946[3])
- два ордена Красного Знамени (6.05.1946[3], 20.07.1949)
- орден Красной Звезды (16.08.1936)[2]
- медаль «За победу над Германией в Великой Отечественной войне 1941—1945 гг.» (1945)
- юбилейная медаль «XX лет Рабоче-Крестьянской Красной Армии» (1938)
- юбилейная медаль «30 лет Советской Армии и Флота» (1948)

## Воинские звания
- Полковник — 16 декабря 1935;
- Комбриг — 19 апреля 1939;
- Генерал-майор — 4 июня 1940.